# Lecture Notes in Computer Science
Lecture Notes in Computer Science (LNCS) è una serie di pubblicazioni riguardanti l'informatica, edite dalla Springer-Verlag a partire dal 1973. Essa contiene atti di congressi e convegni, monografie, tutorial e sondaggi sullo stato dell'arte della matematica, della teoria e delle scienze dell'informazione afferenti a più di 20 aree tematiche codificate.
Lecture Notes in Computer Science include due sottoserie:
- Lecture Notes in Artificial Intelligence (LNAI)[5]
- Lecture Notes in Bioinformatics (LNBI)[6]

Il team editoriale di LNCS era originariamente situato a Heidelberg, in Germania, ma gran parte del lavoro è stato trasferito in India. 
Al 2008, la serie contava più di 5.000 volumi, e il costo di un abbonamento online per la serie completa ammontava ad alcune decine di migliaia di euro all'anno. 

L'LNCS è registrata col codice ISSN 0302-9743 ed è considerata una delle più prestigiose collane editoriali nel campo della ricerca e dell'insegnamento dell'informatica, insieme a quelle di ACM, dello IEEE e di USENIX.